# Eduard Bakalář
Eduard Bakalář (31. října 1934 – 18. února 2010) byl český psycholog. Vystudoval Filozofickou fakultu Univerzity Karlovy. Ve svých publikacích se věnoval zejména problematice psychologických her, partnerských vztahů a situacím po jejich konci, např. porozvodové péči o děti.
Měl čtyři děti, jeho druhým synem je publicista Petr Bakalář.